# Площадь Яна Скарбека в Освенциме
Площадь Яна Скарбека в Освенциме (польск. Яна Скарбка, прежнее название: площадь Косьцельны, переименована в 1992 году) – площадь в Старом городе Освенцима, расположенная на улице Косьцельна (соответствует предыдущему названию площади). Улица Берка Йоселевича (бывшая Жидовская) также соединяется с площадью.

## Расположение и постройки
Площадь примыкает к улице Косьцельна с одной стороны и окружена городскими зданиями, которые включают довоенную синагогу, примыкающий довоенный дом Корнрайха и Даттнера, дом Клюгера и послевоенные здания по обе стороны площади. В центре площади находятся охраняемые и отреставрированные исторические городские стены, открытые во время городских ремонтных работ в 2009 году.

### Синагога в Освенциме
В 1928-1930 годах было построено здание синагоги Шевра Ломдей Мишнайот. Это единственная сохранившаяся синагога в Освенциме. Синагога функционировала до тех пор, пока немецкая армия не вошла в Освенцим в 1939 году. Во время Второй мировой войны оккупанты разрушили внутреннюю часть синагоги и использовали ее в качестве склада боеприпасов. После того, как советские войска вошли в Освенцим, синагоге вернули ее первоначальное назначение и она служила небольшой еврейской общине. К 1955 году почти все евреи покинули город. В 1977 году здание синагоги было передано польскому государственному казначейству. В 1998 году оно было возвращено еврейской общине Бельско-Бяла, а затем, в июне 1998 года, передано Фонду еврейского центра Аушвиц в Освенциме. В 1999-2000 годах синагога была отремонтирована и зданию вернули его прежний вид.

### Дом Корнрайха и Даттнера
Дом Корнрайха и Даттнера примыкает к зданию синагоги. До Второй мировой войны в этом здании жили четыре семьи, в том числе еврейские семьи Корнрайх и Даттнер. С 2000 года это здание вместе с прилегающей синагогой и домом семьи Клюгер образует здания Еврейского центра и музея Освенцима в Освенциме. Постоянная экспозиция Еврейского музея представлена в здании Корнрайха.

### Дом Клюгера
Здание, расположенное в задней части Освенцимской синагоги, вероятно, было построено на рубеже 19 и 20 веков. В 1928 году оно перешло в собственность Беера Тейхмана и его дочери Фриды Клюгер, урожденной Тейхман. Симха и Фрида Клюгер, а также их шестеро детей погибли во время Холокоста. Выжили только Шимон, Моше и Броня. Шимсон Клюгер, как единственный из трех братьев и сестер, вернулся в Освенцим в 1960-х годах и переехал в свой семейный дом. Шимсон был последним еврейским жителем Освенцима. В настоящее время в доме семьи Клюгер находится кафе "Музей Бергсона" и образовательные помещения Еврейского центра в Освенциме.

#### Городской колодец
В центре площади сохранились остатки исторического городского колодца, обнаруженного во время ремонтных работ в 2009 году.

#### Экран
На площади есть экспозиция, форма которой напоминает корейскую выставку Еврейского музея в Освенциме. Его треугольная форма отсылает к разорванным рукавам Звезды Давида, указывающим направления эмиграции еврейских жителей Освенцима. Внутренняя часть экспозиции содержит рисунки, фотографии и тексты, связанные с описанием основной выставки. Выставочный стенд виден со стороны улицы Косьцельна и Рыночной площади, а на вершине изображен вход в Еврейский музей.

## Предводитель
Нынешним покровителем площади является отец Ян Скарбек, римско-католический священник 1885 года рождения, приходской священник, летописец и почетный гражданин Освенцима (он получил это звание от городских властей в 1934 году). Отец Скарбек был известен тем, что поддерживал хорошие межконфессиональные отношения в Освенциме и поддерживал дружеские отношения с последним раввином Освенцима Элиягу Бомбахом.

## Стоит посетить
Еврейский центр Аушвиц в Освенциме
Синагога «Хевра Ломдей Мишнаёс» в Освенциме